# Bourasine
 (août 2010).
Si vous disposez d'ouvrages ou d'articles de référence ou si vous connaissez des sites web de qualité traitant du thème abordé ici, merci de compléter l'article en donnant les références utiles à sa vérifiabilité et en les liant à la section « Notes et références ».
La Bourasine est une liqueur obtenue à partir de la distillation de l'ananas, et titrant 40 %. Elle est produite au Grand Séminaire de Burasira à Ngozi au Burundi. Elle peut être consommée pure ou en punch agrémentée de citron vert.